# Оскар (кинопремия, 2022)
94-я церемония вручения наград премии Американской академии кинематографических искусств и наук «Оскар» за заслуги в области кинематографа за 2021 год состоялась 27 марта 2022 года. В США эксклюзивный контракт на трансляцию 94-й церемонии имеет телевизионная компания ABC.

## Правила участия в церемонии
Право на участие в 94-й церемонии вручения наград Американской академии кинематографических искусств и наук «Оскар» имеют лишь те фильмы, которые были выпущены и показаны широкой публике в общедоступных форматах на потоковых сервисах с 1 марта 2021 года по 31 декабря 2021 года, поскольку сроки проведения 93-й церемонии награждения премии «Оскар» были сдвинуты из-за пандемии COVID-19.
В связи с тем, что в 2020, 2021 и 2022 годах работа многих кинотеатров США была строго регламентирована в связи с ограничениями из-за пандемии COVID-19, теперь фильмы, выпущенные в коммерческий показ на потоковых сервисах, получили право на номинации, при условии, что изначально планировался и был заявлен премьерный показ этих фильмов в кинотеатрах. В условиях оговаривается требование, что в течение семи дней после открытия кинотеатров необходимо было получить права на участие в церемонии вручения наград Американской академии кинематографических искусств и наук «Оскар».
Для успешного проведения 94-й церемонии вручения наград Американской академии кинематографических искусств и наук «Оскар» в Лос-Анджелесе приняты специальные меры по защите и безопасности в виде перекрытия и охраны улиц и парковок расположенных в непосредственной близости от театра «Долби» и на бульваре Hollywood.
В апреле 2020 года Академия объявила, что в категории «Лучший фильм» на 94-й церемонии награждения премии «Оскар» в большинстве категорий[прояснить] будет по 10 номинантов, а не от 5 до 10, как было, начиная с 84-й церемонии.
Минимальный объём оригинальной музыки, необходимый для участия в категории «Лучшая музыка», был снижен с 60 % до 35 %, а во франшизах и сиквелах должно быть как минимум 80 % новой музыки. В категории «Лучшая песня» теперь можно подавать на участие не более 5 песен на фильм. В категории «Лучший звук», которая с прошлой церемонии объединяет «Лучший звук» и «Лучший звуковой монтаж», теперь будет предварительный раунд с участием 10 номинантов.
Шорт-лист был расширен с 10 до 15 претендентов на номинацию в таких категориях, как «Лучший анимационный короткометражный фильм», «Лучший документальный короткометражный фильм» и «Лучший художественный короткометражный фильм».
Начиная с 2022 года и в дальнейшем, члены Академии уже не обязаны смотреть номинированные фильмы на физических носителях (DVD, Blu-ray), которые в прежние годы Академия рассылала по почте на адрес каждого из восьми тысяч членов, имеющих право голоса. Также это первая кинопремия «Оскар», на рекламе которой размещён новый логотип правообладателя трансляции — ABC.
Три женщины были основными ведущими 94-й церемонии вручения наград Американской академии кинематографических искусств и наук «Оскар» — это актрисы Эми Шумер, Ванда Сайкс и Реджина Холл.
94-я церемония вручения наград премии «Оскар», на которой объявлены её победители, состоялась в ночь на 28 марта 2022 года.

## Ход церемонии
Под давлением телеканала ABC, для сокращения времени телетрансляции, организаторы решили, что призы за лучшие короткометражные мультфильм, игровой и документальный фильмы, монтаж, грим и прически, работу художника-постановщика, музыку и звук будут вручены до начала церемонии: речи победителей в этих номинациях были включены в трансляцию, однако их выходы на сцену и прочие моменты были купированы. Такое решение Академии было подвергнуто резкой критике. В прессе отмечалось, что церемония стала
«двухуровневым мероприятием», на котором «одни представители киноиндустрии считаются менее важными, чем другие». Также за откровенный популизм были раскритикованы две новые номинации, победители в которых определились интернет-голосованием зрителей. Было отмечено, что эти «ложные» награды продемонстрировали лишь особую активность поклонников Зака Снайдера в «Твиттере» (оба приза достались его боевикам, онлайн-релизам «Лига справедливости» и «Армия мертвецов»).

### Инцидент с Уиллом Смитом и Крисом Роком
Перед вручением статуэтки за лучший документальный фильм произошёл инцидент с участием Уилла Смита и комика Криса Рока. Второй неудачно пошутил про супругу Смита, сравнив её с солдатом Джейн, после чего Уилл поднялся на сцену и ударил ведущего по лицу. Затем последовала словесная перепалка (в трансляции ABC был моментально отключён звук). Уилл Смит, который позднее выиграл «Оскар» в номинации «Лучший актёр», в своей благодарственной речи извинился за данный инцидент перед членами Академии и другими номинантами, при этом не упомянув Криса Рока. Оба актёра отказались от подачи заявления в полицию, в то же время Академия осудила действия Смита и начала собственное расследование инцидента. На следующий день Смит, критиковавшийся за то, что он не извинился перед Роком, опубликовал сообщение в «Инстаграме», в котором он принёс свои публичные извинения Року, а также членам Академии, продюсерам шоу, его участникам и телезрителям по всему миру, добавив, что «насилие в любом его виде является разрушительным и отвратительно», а его поведение было «неприемлемым и непростительным». 1 апреля он отказался от членства Академии.

## Список событий
| Дата                        | Событие                                       |
| --------------------------- | --------------------------------------------- |
| Понедельник, 15 ноября 2021 | Крайний срок подачи заявок (общие категории)  |
| Пятница, 10 декабря 2021    | Предварительное голосование (начало)          |
| Среда, 15 декабря 2021      | Предварительное голосование (завершение)      |
| Вторник, 21 декабря 2021    | Объявление шорт-листов                        |
| Пятница, 31 декабря 2021    | Окончание периода отбора                      |
| Суббота, 15 января 2022     | Церемония вручения специальных наград         |
| Четверг, 27 января 2022     | Голосование номинаций (начало)                |
| Вторник, 1 февраля 2022     | Голосование номинаций (завершение)            |
| Вторник, 8 февраля 2022     | Объявление номинантов                         |
| Понедельник, 7 марта 2022   | Завтрак номинантов                            |
| Четверг, 17 марта 2022      | Окончательное голосование (начало)            |
| Вторник, 22 марта 2022      | Окончательное голосование (завершение)        |
| Воскресенье, 27 марта 2022  | 94-я церемония вручения наград премии «Оскар» |

## Список лауреатов и номинантов
Количество наград/номинаций:
- 6/10: «Дюна»
- 3/3: «CODA: Ребёнок глухих родителей»
- 2/2: «Глаза Тэмми Фэй»
- 1/12: «Власть пса»
- 1/7: «Белфаст», «Вестсайдская история»
- 1/6: «Король Ричард»
- 1/4: «Сядь за руль моей машины»
- 1/3: «Энканто», «Не время умирать»
- 1/2: «Круэлла»
- 0/4: «Не смотрите наверх», «Аллея кошмаров»
- 0/3: «Макбет», «Лакричная пицца», «Быть Рикардо», «Побег», «Незнакомая дочь»
- 0/2: «Тик-так, бум!», «Параллельные матери», «Худший человек на свете»

 • Лауреаты выделены отдельным цветом. 

### Основные категории
| Категории                                                                                         | Лауреаты и номинанты                                                                                                 | Лауреаты и номинанты |
| ------------------------------------------------------------------------------------------------- | --- | --- |
| Лучший фильм (награды вручали Леди Гага и Лайза Миннелли)                                         | • CODA: Ребёнок глухих родителей (продюсеры: Филипп Русле, Фабрис Жанферми и Патрик Васбергер)                       | • CODA: Ребёнок глухих родителей (продюсеры: Филипп Русле, Фабрис Жанферми и Патрик Васбергер)                                                                               |
| Лучший фильм (награды вручали Леди Гага и Лайза Миннелли)                                         | • Белфаст (продюсеры: Лора Бервик, Кеннет Брана, Бекка Ковачик и Тамар Томас)                                        | |
| Лучший фильм (награды вручали Леди Гага и Лайза Миннелли)                                         | • Не смотрите наверх (продюсеры: Адам Маккей и Кевин Мессик)                                                         | |
| Лучший фильм (награды вручали Леди Гага и Лайза Миннелли)                                         | • Сядь за руль моей машины (продюсер: Терухиса Ямамото)                                                              | |
| Лучший фильм (награды вручали Леди Гага и Лайза Миннелли)                                         | • Дюна (продюсеры: Мэри Пэрент, Дени Вильнёв и Кейл Бойтер)                                                          | |
| Лучший фильм (награды вручали Леди Гага и Лайза Миннелли)                                         | • Король Ричард (продюсеры: Тим Уайт, Тревор Уайт и Уилл Смит)                                                       | |
| Лучший фильм (награды вручали Леди Гага и Лайза Миннелли)                                         | • Лакричная пицца (продюсеры: Сара Мёрфи, Адам Сомнер и Пол Томас Андерсон)                                          | |
| Лучший фильм (награды вручали Леди Гага и Лайза Миннелли)                                         | • Аллея кошмаров (продюсеры: Гильермо дель Торо, Дж. Майлз Дейл и Брэдли Купер)                                      | |
| Лучший фильм (награды вручали Леди Гага и Лайза Миннелли)                                         | • Власть пса (продюсеры: Джейн Кэмпион, Таня Сегачян, Эмиль Шерман, Йен Каннинг и Роджер Фрэппиер)                   | |
| Лучший фильм (награды вручали Леди Гага и Лайза Миннелли)                                         | • Вестсайдская история (продюсеры: Стивен Спилберг и Кристи Макоско Кригер)                                          | |
| Лучшая режиссура (награду вручал Кевин Костнер)                                                   | | • Джейн Кэмпион — «Власть пса» |
| Лучшая режиссура (награду вручал Кевин Костнер)                                                   | • Кеннет Брана — «Белфаст»                                                                                           | |
| Лучшая режиссура (награду вручал Кевин Костнер)                                                   | • Рюсукэ Хамагути — «Сядь за руль моей машины»                                                                       | |
| Лучшая режиссура (награду вручал Кевин Костнер)                                                   | • Пол Томас Андерсон — «Лакричная пицца»                                                                             | |
| Лучшая режиссура (награду вручал Кевин Костнер)                                                   | • Стивен Спилберг — «Вестсайдская история»                                                                           | |
| Лучшая мужская роль (награду вручали Джон Траволта, Сэмюэл Л. Джексон и Ума Турман)               | | • Уилл Смит — «Король Ричард» (за роль Ричарда Уильямса) |
| Лучшая мужская роль (награду вручали Джон Траволта, Сэмюэл Л. Джексон и Ума Турман)               | • Хавьер Бардем — «Быть Рикардо» (за роль Деси Арнаса)                                                               | |
| Лучшая мужская роль (награду вручали Джон Траволта, Сэмюэл Л. Джексон и Ума Турман)               | • Бенедикт Камбербэтч — «Власть пса» (за роль Фила Бербэнка)                                                         | |
| Лучшая мужская роль (награду вручали Джон Траволта, Сэмюэл Л. Джексон и Ума Турман)               | • Эндрю Гарфилд — «Тик-так, бум!» (за роль Джонатана Ларсона)                                                        | |
| Лучшая мужская роль (награду вручали Джон Траволта, Сэмюэл Л. Джексон и Ума Турман)               | • Дензел Вашингтон — «Макбет» (за роль лорда Макбета)                                                                | |
| Лучшая женская роль (награду вручал Энтони Хопкинс)                                               | | • Джессика Честейн — «Глаза Тэмми Фэй» (за роль Тэмми Фэй Беккер) |
| Лучшая женская роль (награду вручал Энтони Хопкинс)                                               | • Оливия Колман — «Незнакомая дочь» (за роль Леды Карусо)                                                            | |
| Лучшая женская роль (награду вручал Энтони Хопкинс)                                               | • Пенелопа Крус — «Параллельные матери» (за роль Дженис Мартинес Монеро)                                             | |
| Лучшая женская роль (награду вручал Энтони Хопкинс)                                               | • Николь Кидман — «Быть Рикардо» (за роль Люсиль Болл)                                                               | |
| Лучшая женская роль (награду вручал Энтони Хопкинс)                                               | • Кристен Стюарт — «Спенсер» (за роль Дианы, принцессы Уэльской)                                                     | |
| Лучшая мужская роль второго плана (награду вручала Юн Ёджон)                                      | | • Трой Коцур — «CODA: Ребёнок глухих родителей» (за роль Фрэнка Росси) |
| Лучшая мужская роль второго плана (награду вручала Юн Ёджон)                                      | • Киаран Хайндс — «Белфаст» (за роль дедушки Бадди)                                                                  | |
| Лучшая мужская роль второго плана (награду вручала Юн Ёджон)                                      | • Джесси Племонс — «Власть пса» (за роль Джорджа Бербэнка)                                                           | |
| Лучшая мужская роль второго плана (награду вручала Юн Ёджон)                                      | • Коди Смит-Макфи — «Власть пса» (за роль Питера Гордона)                                                            | |
| Лучшая мужская роль второго плана (награду вручала Юн Ёджон)                                      | • Дж. К. Симмонс — «Быть Рикардо» (за роль Уильяма Фроули)                                                           | |
| Лучшая женская роль второго плана (награду вручали Дэниел Калуя и H.E.R.)                         | | • Ариана Дебос — «Вестсайдская история» (за роль Аниты) |
| Лучшая женская роль второго плана (награду вручали Дэниел Калуя и H.E.R.)                         | • Джесси Бакли — «Незнакомая дочь» (за роль молодой Леды Карусо)                                                     | |
| Лучшая женская роль второго плана (награду вручали Дэниел Калуя и H.E.R.)                         | • Джуди Денч — «Белфаст» (за роль бабушки Бадди)                                                                     | |
| Лучшая женская роль второго плана (награду вручали Дэниел Калуя и H.E.R.)                         | • Кирстен Данст — «Власть пса» (за роль Роуз Гордон)                                                                 | |
| Лучшая женская роль второго плана (награду вручали Дэниел Калуя и H.E.R.)                         | • Онжаню Эллис — «Король Ричард» (за роль Орасен Прайс)                                                              | |
| Лучший оригинальный сценарий (награду вручали Дженнифер Гарнер, Эллиот Пейдж и Дж. К. Симмонс)    | | • Кеннет Брана — «Белфаст» |
| Лучший оригинальный сценарий (награду вручали Дженнифер Гарнер, Эллиот Пейдж и Дж. К. Симмонс)    | • Адам Маккей — «Не смотрите наверх»                                                                                 | |
| Лучший оригинальный сценарий (награду вручали Дженнифер Гарнер, Эллиот Пейдж и Дж. К. Симмонс)    | • Зак Бэйлин — «Король Ричард»                                                                                       | |
| Лучший оригинальный сценарий (награду вручали Дженнифер Гарнер, Эллиот Пейдж и Дж. К. Симмонс)    | • Пол Томас Андерсон — «Лакричная пицца»                                                                             | |
| Лучший оригинальный сценарий (награду вручали Дженнифер Гарнер, Эллиот Пейдж и Дж. К. Симмонс)    | • Эскил Вот и Йоаким Триер — «Худший человек на свете»                                                               | |
| Лучший адаптированный сценарий (награду вручали Шон Мендес и Трейси Эллис Росс)                   | | • Шан Хейдер — «CODA: Ребёнок глухих родителей» (на основе сценария фильма «Семейство Белье» от Виктории Бедос, Томы Бидегена, Станисла Карре де Мальберга и Эрика Лартигау) |
| Лучший адаптированный сценарий (награду вручали Шон Мендес и Трейси Эллис Росс)                   | • Рюсукэ Хамагути и Такамаса Оэ — «Сядь за руль моей машины» (по мотивам одноимённого рассказа Харуки Мураками)      | |
| Лучший адаптированный сценарий (награду вручали Шон Мендес и Трейси Эллис Росс)                   | • Джон Спэйтс, Дени Вильнёв и Эрик Рот — «Дюна» (на основе одноимённого романа Фрэнка Герберта)                      | |
| Лучший адаптированный сценарий (награду вручали Шон Мендес и Трейси Эллис Росс)                   | • Мэгги Джилленхол — «Незнакомая дочь» (на основе одноимённого романа Элены Ферранте)                                | |
| Лучший адаптированный сценарий (награду вручали Шон Мендес и Трейси Эллис Росс)                   | • Джейн Кэмпион — «Власть пса» (по мотивам одноимённого романа Томаса Сэведжа)                                       | |
| Лучший анимационный полнометражный фильм (награду вручали Холли Бэйли, Лили Джеймс и Наоми Скотт) | • Энканто / Encanto (Джаред Буш, Байрон Ховард, Иветт Мерино и Кларк Спенсер)                                        | • Энканто / Encanto (Джаред Буш, Байрон Ховард, Иветт Мерино и Кларк Спенсер)                                                                                                |
| Лучший анимационный полнометражный фильм (награду вручали Холли Бэйли, Лили Джеймс и Наоми Скотт) | • Побег / Flee (Йонас Поэр Расмуссен, Моника Хеллстром, Син Бёрг Соренсен и Шарлотта де ла Гурнери)                  | |
| Лучший анимационный полнометражный фильм (награду вручали Холли Бэйли, Лили Джеймс и Наоми Скотт) | • Лука / Luca (Энрико Касароса и Андреа Уоррен)                                                                      | |
| Лучший анимационный полнометражный фильм (награду вручали Холли Бэйли, Лили Джеймс и Наоми Скотт) | • Митчеллы против машин / The Mitchells vs. the Machines (Майкл Рианда, Фил Лорд, Кристофер Миллер и Курт Альбрехт)  | |
| Лучший анимационный полнометражный фильм (награду вручали Холли Бэйли, Лили Джеймс и Наоми Скотт) | • Райя и последний дракон / Raya and the Last Dragon (Дон Холл, Карлос Лопес Эстрада, Оснат Шурер и Питер дель Вехо) | |
| Лучший фильм на иностранном языке (награду вручали Тиффани Хэддиш и Симу Лю)                      | • Сядь за руль моей машины / ドライブ・マイ・カー (Япония), реж. Рюсукэ Хамагути                                     | • Сядь за руль моей машины / ドライブ・マイ・カー (Япония), реж. Рюсукэ Хамагути                                                                                             |
| Лучший фильм на иностранном языке (награду вручали Тиффани Хэддиш и Симу Лю)                      | • Побег / Flee (Дания), реж. Йонас Поэр Расмуссен                                                                    | |
| Лучший фильм на иностранном языке (награду вручали Тиффани Хэддиш и Симу Лю)                      | • Рука Бога / È stata la mano di Dio (Италия), реж. Паоло Соррентино                                                 | |
| Лучший фильм на иностранном языке (награду вручали Тиффани Хэддиш и Симу Лю)                      | • Лунана: Як в классной комнате / Lunana: A Yak in the Classroom (Бутан), реж. Паво Чойнинг Дорджи                   | |
| Лучший фильм на иностранном языке (награду вручали Тиффани Хэддиш и Симу Лю)                      | • Худший человек на свете / Verdens verste menneske (Норвегия), реж. Йоаким Триер                                    | |

### Другие категории
| Категории                                                                                  | Лауреаты и номинанты                                                                               | Лауреаты и номинанты                                                                    |                         |
| ------------------------------------------------------------------------------------------ | -------------------------------------------------------------------------------------------------- | --------------------------------------------------------------------------------------- | ----------------------- |
| Лучшая музыка к фильму (награду вручали Джош Бролин и Джейсон Момоа)                       | | • Ханс Циммер — «Дюна»                                                                  | • Ханс Циммер — «Дюна»  |
| Лучшая музыка к фильму (награду вручали Джош Бролин и Джейсон Момоа)                       | • Николас Брителл — «Не смотрите наверх»                                                           |                                                                                         |                         |
| Лучшая музыка к фильму (награду вручали Джош Бролин и Джейсон Момоа)                       | • Джермейн Франко — «Энканто»                                                                      |                                                                                         |                         |
| Лучшая музыка к фильму (награду вручали Джош Бролин и Джейсон Момоа)                       | • Альберто Иглесиас — «Параллельные матери»                                                        |                                                                                         |                         |
| Лучшая музыка к фильму (награду вручали Джош Бролин и Джейсон Момоа)                       | • Джонни Гринвуд — «Власть пса»                                                                    |                                                                                         |                         |
| Лучшая песня к фильму (награду вручали Джейк Джилленхол и Зои Кравиц)                      | | • No Time to Die — «Не время умирать» — музыка и слова: Билли Айлиш и Финнеас О’Коннелл |                         |
| Лучшая песня к фильму (награду вручали Джейк Джилленхол и Зои Кравиц)                      | • Be Alive — «Король Ричард» — музыка и слова: DIXSON и Бейонсе                                    |                                                                                         |                         |
| Лучшая песня к фильму (награду вручали Джейк Джилленхол и Зои Кравиц)                      | • Dos Oruguitas — «Энканто» — музыка и слова: Лин-Мануэль Миранда                                  |                                                                                         |                         |
| Лучшая песня к фильму (награду вручали Джейк Джилленхол и Зои Кравиц)                      | • Down to Joy — «Белфаст» — музыка и слова: Ван Моррисон                                           |                                                                                         |                         |
| Лучшая песня к фильму (награду вручали Джейк Джилленхол и Зои Кравиц)                      | • Somehow You Do — «Четыре хороших дня» — музыка и слова: Дайан Уоррен                             |                                                                                         |                         |
| Лучший монтаж (награду вручали Джош Бролин и Джейсон Момоа)                                | • Джо Уолкер — «Дюна»                                                                              | • Джо Уолкер — «Дюна»                                                                   |                         |
| Лучший монтаж (награду вручали Джош Бролин и Джейсон Момоа)                                | • Хэнк Корвин — «Не смотрите наверх»                                                               |                                                                                         |                         |
| Лучший монтаж (награду вручали Джош Бролин и Джейсон Момоа)                                | • Памела Мартин — «Король Ричард»                                                                  |                                                                                         |                         |
| Лучший монтаж (награду вручали Джош Бролин и Джейсон Момоа)                                | • Питер Шиберрас — «Власть пса»                                                                    |                                                                                         |                         |
| Лучший монтаж (награду вручали Джош Бролин и Джейсон Момоа)                                | • Майрон Керштейн и Эндрю Вайсблюм — «Тик-так, бум!»                                               |                                                                                         |                         |
| Лучшая операторская работа (награду вручали Рози Перес, Вуди Харрельсон и Уэсли Снайпс)    | | • Грег Фрэйзер — «Дюна»                                                                 | • Грег Фрэйзер — «Дюна» |
| Лучшая операторская работа (награду вручали Рози Перес, Вуди Харрельсон и Уэсли Снайпс)    | • Дан Лаустсен — «Аллея кошмаров»                                                                  |                                                                                         |                         |
| Лучшая операторская работа (награду вручали Рози Перес, Вуди Харрельсон и Уэсли Снайпс)    | • Ари Вегнер — «Власть пса»                                                                        |                                                                                         |                         |
| Лучшая операторская работа (награду вручали Рози Перес, Вуди Харрельсон и Уэсли Снайпс)    | • Брюно Дельбоннель — «Макбет»                                                                     |                                                                                         |                         |
| Лучшая операторская работа (награду вручали Рози Перес, Вуди Харрельсон и Уэсли Снайпс)    | • Януш Каминский — «Вестсайдская история»                                                          |                                                                                         |                         |
| Лучшая работа художника (награду вручали Джош Бролин и Джейсон Момоа)                      | • Патрик Вермитт (постановщик), Сюзанна Сипос (декоратор) — «Дюна»                                 | • Патрик Вермитт (постановщик), Сюзанна Сипос (декоратор) — «Дюна»                      |                         |
| Лучшая работа художника (награду вручали Джош Бролин и Джейсон Момоа)                      | • Тамара Деверелл (постановщик), Шейн Вио (декоратор) — «Аллея кошмаров»                           |                                                                                         |                         |
| Лучшая работа художника (награду вручали Джош Бролин и Джейсон Момоа)                      | • Грант Мэйджор (постановщик), Эмбер Ричардс (декоратор) — «Власть пса»                            |                                                                                         |                         |
| Лучшая работа художника (награду вручали Джош Бролин и Джейсон Момоа)                      | • Стефан Декант (постановщик), Нэнси Хэй (декоратор) — «Макбет»                                    |                                                                                         |                         |
| Лучшая работа художника (награду вручали Джош Бролин и Джейсон Момоа)                      | • Адам Стокхаузен (постановщик), Рена ДеАнджело (декоратор) — «Вестсайдская история»               |                                                                                         |                         |
| Лучший дизайн костюмов (награду вручали Рут Картер и Лупита Нионго)                        | • Дженни Беван — «Круэлла»                                                                         | • Дженни Беван — «Круэлла»                                                              |                         |
| Лучший дизайн костюмов (награду вручали Рут Картер и Лупита Нионго)                        | • Массимо Кантини Паррини и Жаклин Дюрран — «Сирано»                                               |                                                                                         |                         |
| Лучший дизайн костюмов (награду вручали Рут Картер и Лупита Нионго)                        | • Жаклин Уэст и Роберт Морган — «Дюна»                                                             |                                                                                         |                         |
| Лучший дизайн костюмов (награду вручали Рут Картер и Лупита Нионго)                        | • Луис Секера — «Аллея кошмаров»                                                                   |                                                                                         |                         |
| Лучший дизайн костюмов (награду вручали Рут Картер и Лупита Нионго)                        | • Пол Тазевелл — «Вестсайдская история»                                                            |                                                                                         |                         |
| Лучший звук (награду вручали Джош Бролин и Джейсон Момоа)                                  | • Мак Рут, Марк Манджини, Тео Грин, Даг Хэмфилл и Рон Бартлетт — «Дюна»                            | • Мак Рут, Марк Манджини, Тео Грин, Даг Хэмфилл и Рон Бартлетт — «Дюна»                 |                         |
| Лучший звук (награду вручали Джош Бролин и Джейсон Момоа)                                  | • Денис Ярд, Саймон Чейз, Джеймс Мэйтер и Нив Адири — «Белфаст»                                    |                                                                                         |                         |
| Лучший звук (награду вручали Джош Бролин и Джейсон Момоа)                                  | • Саймон Хейс, Оливия Тарни, Джеймс Харрисон, Пол Мэсси и Марк Тейлор — «Не время умирать»         |                                                                                         |                         |
| Лучший звук (награду вручали Джош Бролин и Джейсон Момоа)                                  | • Ричард Флинн, Роберт Маккензи и Тара Уэбб — «Власть пса»                                         |                                                                                         |                         |
| Лучший звук (награду вручали Джош Бролин и Джейсон Момоа)                                  | • Тодд Мэйтленд, Гэри Ридстром, Брайан Чамни, Энди Нельсон и Шон Мёрфи — «Вестсайдская история»    |                                                                                         |                         |
| Лучшие визуальные эффекты (награду вручали Джейкоб Элорди и Рэйчел Зеглер)                 | • Пол Ламберт, Тристан Майлз, Брайан Коннор и Герд Нефзер — «Дюна»                                 | • Пол Ламберт, Тристан Майлз, Брайан Коннор и Герд Нефзер — «Дюна»                      |                         |
| Лучшие визуальные эффекты (награду вручали Джейкоб Элорди и Рэйчел Зеглер)                 | • Свен Джиллберг, Брайан Грилл, Никос Калайтзидис и Дэн Судик — «Главный герой»                    |                                                                                         |                         |
| Лучшие визуальные эффекты (награду вручали Джейкоб Элорди и Рэйчел Зеглер)                 | • Кристофер Таунсенд, Джо Фаррелл, Шон Ноэль Уолкер и Дэн Оливер — «Шан-Чи и легенда десяти колец» |                                                                                         |                         |
| Лучшие визуальные эффекты (награду вручали Джейкоб Элорди и Рэйчел Зеглер)                 | • Чарли Нобель, Джоэл Грин, Джонатан Фоукнер и Крис Корбауд — «Не время умирать»                   |                                                                                         |                         |
| Лучшие визуальные эффекты (награду вручали Джейкоб Элорди и Рэйчел Зеглер)                 | • Келли Порт, Крис Уэгнер, Скотт Эделстайн и Дэн Судик — «Человек-паук: Нет пути домой»            |                                                                                         |                         |
| Лучший грим и причёски (награду вручали Джош Бролин и Джейсон Момоа)                       | • Линда Доудс, Стефани Ингрэм и Джастин Рейли — «Глаза Тэмми Фэй»                                  | • Линда Доудс, Стефани Ингрэм и Джастин Рейли — «Глаза Тэмми Фэй»                       |                         |
| Лучший грим и причёски (награду вручали Джош Бролин и Джейсон Момоа)                       | • Майк Марино, Стейси Моррис и Карла Фармер — «Поездка в Америку-2»                                |                                                                                         |                         |
| Лучший грим и причёски (награду вручали Джош Бролин и Джейсон Момоа)                       | • Надия Стейси, Наоми Донн и Джулия Вернон — «Круэлла»                                             |                                                                                         |                         |
| Лучший грим и причёски (награду вручали Джош Бролин и Джейсон Момоа)                       | • Дональд Моват, Лав Ларсон и Ева вон Бар — «Дюна»                                                 |                                                                                         |                         |
| Лучший грим и причёски (награду вручали Джош Бролин и Джейсон Момоа)                       | • Горан Ландстром, Анна Керин Лок и Фредерик Аспирас — «Дом Gucci»                                 |                                                                                         |                         |
| Лучший анимационный короткометражный фильм (награду вручали Джош Бролин и Джейсон Момоа)   | • Альберто Мьельго и Лео Санчез — «Стеклоочиститель»                                               | • Альберто Мьельго и Лео Санчез — «Стеклоочиститель»                                    |                         |
| Лучший анимационный короткометражный фильм (награду вручали Джош Бролин и Джейсон Момоа)   | • Джоанна Куинн и Лес Миллс — «Дела искусства»                                                     |                                                                                         |                         |
| Лучший анимационный короткометражный фильм (награду вручали Джош Бролин и Джейсон Момоа)   | • Хьюго Коваррубиас и Тево Диаз — «Бестия»                                                         |                                                                                         |                         |
| Лучший анимационный короткометражный фильм (награду вручали Джош Бролин и Джейсон Момоа)   | • Антон Дьяков — «БоксБалет»                                                                       |                                                                                         |                         |
| Лучший анимационный короткометражный фильм (награду вручали Джош Бролин и Джейсон Момоа)   | • Дэн Ояри и Майки Плиз — «Робин»                                                                  |                                                                                         |                         |
| Лучший документальный полнометражный фильм (награду вручал Крис Рок)                       | | • Амир Томпсон, Джозеф Патель, Роберт Файволент и Дэвид Динерштейн — «Лето соула»       |                         |
| Лучший документальный полнометражный фильм (награду вручал Крис Рок)                       | • Джессика Кингдон, Кира Саймон-Кеннеди и Нейтан Трусделл — «Восхождение»                          |                                                                                         |                         |
| Лучший документальный полнометражный фильм (награду вручал Крис Рок)                       | • Стэнли Нельсон и Трейси Карри — «Аттика»                                                         |                                                                                         |                         |
| Лучший документальный полнометражный фильм (награду вручал Крис Рок)                       | • Йонас Поэр Расмуссен, Моника Хеллстром, Син Бёрг Соренсен и Шарлотта де ла Гурнери — «Побег»     |                                                                                         |                         |
| Лучший документальный полнометражный фильм (награду вручал Крис Рок)                       | • Ринту Томас и Сашмит Гош — «Текст в огне»                                                        |                                                                                         |                         |
| Лучший документальный короткометражный фильм (награду вручали Джош Бролин и Джейсон Момоа) | • Бен Праудфут — «Королева баскетбола»                                                             | • Бен Праудфут — «Королева баскетбола»                                                  |                         |
| Лучший документальный короткометражный фильм (награду вручали Джош Бролин и Джейсон Момоа) | • Мэттью Одженс и Джофф Маклин — «Слышимый»                                                        |                                                                                         |                         |
| Лучший документальный короткометражный фильм (награду вручали Джош Бролин и Джейсон Момоа) | • Педро Кос и Джон Шенк — «Отведи меня домой»                                                      |                                                                                         |                         |
| Лучший документальный короткометражный фильм (награду вручали Джош Бролин и Джейсон Момоа) | • Элизабет Мирзей и Гулистан Мирзей — «Три песни для Беназир»                                      |                                                                                         |                         |
| Лучший документальный короткометражный фильм (награду вручали Джош Бролин и Джейсон Момоа) | • Джей Розенблатт — «Когда мы были хулиганами»                                                     |                                                                                         |                         |
| Лучший игровой короткометражный фильм (награду вручали Джош Бролин и Джейсон Момоа)        | | • Анил Кария и Риз Ахмед — «Долгое прощание»                                            |                         |
| Лучший игровой короткометражный фильм (награду вручали Джош Бролин и Джейсон Момоа)        | • Мария Брендл и Надин Лючинджер — «Ала Качу»                                                      |                                                                                         |                         |
| Лучший игровой короткометражный фильм (награду вручали Джош Бролин и Джейсон Момоа)        | • Тадеуш Лысяк и Мачей Слесицкий — «Платье»                                                        |                                                                                         |                         |
| Лучший игровой короткометражный фильм (награду вручали Джош Бролин и Джейсон Момоа)        | • Мартин Стрэндж-Хенсен и Ким Магнуссон — «У меня на уме»                                          |                                                                                         |                         |
| Лучший игровой короткометражный фильм (награду вручали Джош Бролин и Джейсон Момоа)        | • К. Д. Давилла и Левин Менеске — «Пожалуйста, подождите»                                          |                                                                                         |                         |

## Рекорды церемонии
- «Власть пса» стала третьим фильмом (после «Выжившего» и «Списка Шиндлера»), получившим 12 номинаций.
- Джейн Кэмпион стала первой двукратной номинанткой в категории «Лучшая режиссура» и третьей женщиной, получившей награду в этой номинации (после Хлои Чжао и Кэтрин Бигелоу).